# Едуард Мор
Николай Карл Едуард Мор (на немски: Nicolaus Carl Eduard Mohr) е германски изследовател на Африка.

## Биография

### Произход, образование и търговски предприятия (1828 – 1863)
Роден е на 19 февруари 1828 година в Бремен, в семейството на търговеца Николай Мор. Завършва търговско училище и продължава семейната традиция.
През 1848 година заминава за Балтимор, САЩ, за да създаде търговско представителство в Куба. След това пътува от Ню Йорк до Калифорния покрай нос Хорн и остава там до 1851 година. За известно време се занимава със златотърсачество, а от 1852 до 1854 година се заема с търговия на сол на п-ов Калифорния в Мексико. През 1855 година пътува до Хавайските острови, оттам заедно с брат си търгува в Индия. През 1859 година, след повече от десетгодишно отсъствие, през Аден и Суец се завръща в Европа. През 1861 година отново пътува до Ню Йорк, а оттам заминава за Ява и през 1863 година се завръща в Бремен.

### Експедиционна дейност (1866 – 1870)
През 1866 година за първи път посещава Африка, като участник в ловна експедиция. Завръща се в Европа и през 1868 година отново заминава за Южна Африка.
В началото на 1869 година Мор се отправя от Натал към Трансваал и по-нататък към току-що откритите златни находища, съпровождан от минния инженер Адолф Хюбнер. Основната цел на експедицията е астрономическото определяне на координатите на голямо количество пунктове, с цел да се обезпечи основа за точна карта на Трансваал и съседните територии. Освен това Мор се стреми да достигне Замбези през страната на народа матабеле. През ноември 1869 г. се спуска по река Гваай (десен приток на Замбези), но поради настъпването на дъждовния сезон опитът му неуспява.
През следващата година Мор достига своята цел. Движейки се от района на златните находища се изкачва по река Тати (ляв приток на Шаши, която е ляв приток на Лимпопо), пресича от юг на север басейна на река Ната (вливаща се в солончака Макарикари), спуска се по Гваай до Замбези и по последната се изкачва до водопада Виктория. В края на 1870 година се завръща в Натал, а от там – в Европа.

### Последни години (1871 – 1876)
През 1875 година в Лайпциг излиза от печат двутомната му книга: „Nach den Victoriafällen des Zambesi“, Leipzig 1875, 2 Bde (в превод „Към водопада Виктория на Замбези“). Още по-рано стават достояние на науката данните за многочислените астрономически наблюдения и детайлните маршрутни заснемания. Съществено научно значение имат и геоложките наблюдения извършени от Адолф Хюбнер.
След завръщането си живее в Бремен, изнася лекции за пътуванията си, написва няколко повести и есета. В началото на 1876 година му е възложено от Германското дружество за Африка да проникне във вътрешността на Ангола. На 15 юни 1876 година от западното крайбрежие прониква на изток, достига до Маланже, където на 26 декември се самоубива на 48-годишна възраст.